# Eupithecia relativa
Eupithecia relativa là một loài bướm đêm trong họ Geometridae.